# Andrew Schally
Andrew Victor Schally (Pools: Andrzej Wiktor Schally) (Wilno, 30 november 1926 – Miami Beach (Florida), 17 oktober 2024) was een Poolse-Amerikaans endocrinoloog die bekend werd als medebeschrijver van het neurohormoon GnRH. In 1977 kreeg hij daarvoor de Nobelprijs voor Fysiologie of Geneeskunde.

## Biografie
Schally werd geboren in Wilno, destijds gelegen in de Tweede Poolse Republiek (het huidige Vilnius in Litouwen) als zoon van de generaal-brigadier Kazimierz Piotr Schally en Maria Łącka.
In september 1939 toen Polen werd binnengevallen door nazi-Duitsland wist de familie Schally samen met de Poolse president Ignacy Mościcki en diens gehele kabinet te ontsnappen naar het toen nog neutrale Roemenië waar ze werden geïnterneerd. Via Italië en Frankrijk verhuisde de familie Schally naar het Verenigd Koninkrijk waar hij zijn opleiding volgde. Van 1949 tot 1952 werkte hij aan het National Institute of Medical Research in Londen. In 1952 vertrok hij naar Canada om te studeren aan de McGill-universiteit in Montreal, waar hij in 1957 promoveerde op een onderzoek naar de hormonale factoren bij psychische stoornissen.
Nog datzelfde jaar, 1957, ging hij voor een onderzoekscarrière naar de Verenigde Staten waar hij hoofdzakelijk werkzaam was aan de Baylor-universiteit in Waco en aan de Tulane-universiteit in New Orleans. In 1962 verwierf hij de Amerikaanse nationaliteit en in 1966 werd Schally bij Tulane benoemd tot hoogleraar geneeskunde.

## Werk
Gedurende zijn vroege onderzoek in Londen en Montreal werkte Schally samen met de latere Nobellaureaten John Cornforth, Archer J.P. Martin en Rodney Porter. Later, toen hij werkzaam was bij de Baylor-universiteit, ging hij tezamen met Roger Guillemin op zoek naar in de hypothalamus geproduceerde stoffen die de werking van de neurohypofyse reguleren, zoals Geoffrey W. Harris al in 1946 op grond van proeven had vastgesteld. Tijdens dit onderzoek maakten ze gebruik van technieken als massaspectrometrie en de door Solomon Berson en Rosalyn Yalow ontwikkelde radioimmunoassay (RIA), die hen in staat stelde om pepidehormonen te isoleren en de structuur ervan te identificeren.
Nadat hij, na conflicten met Guillemin, in 1962 naar New Orleans was gegaan werden ze elkaars concurrenten op dit onderzoeksgebied. Enige maanden na Guillemin publiceerde hij de structuur van "thyrotropin-releasing hormone" (TRH). In 1971 maakte hij als eerste de structuur bekend van "luteinizing hormone-releasing hormone" (LHRH), een neurohormoon dat hij had geïsoleerd uit de hypothalami van slachtvarkens. Tevens bestudeerde hij de werking ervan, ook op patiënten.
Voor dit werk werd hij in 1975 samen met Guillemin geëerd met de Albert Lasker Award for Basic Medical Research en twee jaar later met de Nobelprijs voor Fysiologie of Geneeskunde, die hij deelde met Guillemin en Yalow.
Schally overleed op 17 oktober 2024 op 97-jarige leeftijd.
1901: Behring · 
1902: Ross · 
1903: Finsen · 
1904: Pavlov · 
1905: Koch · 
1906: Golgi, Ramón y Cajal · 
1907: Laveran · 
1908: Mechnikov, Ehrlich · 
1909: Kocher · 
1910: Kossel · 
1911: Gullstrand · 
1912: Carrel · 
1913: Richet ·
1914: Bárány · 
1919: Bordet · 
1920: Krogh · 
1922: Hill, Meyerhof · 
1923: Banting, Macleod · 
1924: Einthoven ·
1926: Fibiger · 
1927: Wagner-Jauregg · 
1928: Nicolle · 
1929: Eijkman, Hopkins · 
1930: Landsteiner · 
1931: Warburg · 
1932: Sherrington, Adrian · 
1933: Morgan · 
1934: Whipple, Minot, Murphy · 
1935: Spemann · 
1936: Dale, Loewi · 
1937: Szent-Györgyi · 
1938: Heymans · 
1939: Domagk · 
1943: Dam, Doisy · 
1944: Erlanger, Gasser · 
1945: Fleming, Chain, Florey · 
1946: Muller · 
1947: C. Cori, G. Cori, Houssay · 
1948: Müller · 
1949: Hess, Moniz · 
1950: Kendall, Reichstein, Hench · 
1951: Theiler · 
1952: Waksman · 
1953: Krebs,Lipmann ·
1954: Enders, Weller, Robbins · 
1955: Theorell · 
1956: Cournand, Forssmann, Richards · 
1957: Bovet · 
1958: Beadle, Tatum, Lederberg · 
1959: Ochoa, Kornberg · 
1960: Burnet, Medawar · 
1961: Békésy · 
1962: Crick, Watson, Wilkins · 
1963: Eccles, Hodgkin, Huxley · 
1964: Bloch, Lynen · 
1965: Jacob, Lwoff, Monod · 
1966: Rous, Huggins · 
1967: Granit, Hartline, Wald · 
1968: Holley, Khorana, Nirenberg · 
1969: Delbrück, Hershey, Luria · 
1970: Katz, Euler, Axelrod · 
1971: Sutherland · 
1972: Edelman, Porter · 
1973: Frisch, Lorenz, Tinbergen · 
1974: Claude, De Duve, Palade · 
1975: Baltimore, Dulbecco, Temin ·
1976: Blumberg, Gajdusek · 
1977: Guillemin, Schally, Yalow · 
1978: Arber, Nathans, Smith · 
1979: Cormack, Hounsfield · 
1980: Benacerraf, Dausset, Snell · 
1981: Sperry, Hubel, Wiesel · 
1982: Bergström, Samuelsson, Vane · 
1983: McClintock · 
1984: Jerne, Köhler, Milstein · 
1985: Brown, Goldstein · 
1986: Cohen, Levi-Montalcini · 
1987: Tonegawa · 
1988: Black, Elion, Hitchings · 
1989: Bishop, Varmus · 
1990: Murray, Thomas · 
1991: Neher, Sakmann · 
1992: Fischer, Krebs · 
1993: Roberts, Sharp · 
1994: Gilman, Rodbell · 
1995: Lewis, Nüsslein-Volhard, Wieschaus · 
1996: Doherty, Zinkernagel · 
1997: Prusiner · 
1998: Furchgott, Ignarro, Murad · 
1999: Blobel · 
2000: Carlsson, Greengard, Kandel ·
2001: Hartwell, Hunt, Nurse · 
2002: Brenner, Horvitz, Sulston · 
2003: Lauterbur, Mansfield · 
2004: Axel, Buck · 
2005: Marshall, Warren ·
2006: Fire, Mello ·
2007: Capecchi, Smithies, Evans ·
2008: Zur Hausen, Barré–Sinoussi, Montagnier ·
2009: Blackburn, Greider, Szostak ·
2010: Edwards ·
2011: Beutler, Hoffmann, Steinman ·
2012: Gurdon, Yamanaka ·
2013: Rothman, Schekman, Südhof ·
2014: O'Keefe, Moser, Moser ·
2015: Campbell, Omura, Tu ·
2016: Osumi ·
2017: Hall, Rosbash, Young ·
2018: Allison, Honjo ·
2019: Kaelin, Ratcliffe, Semenza ·
2020: Alter, Houghton, Rice ·
2021: Julius, Patapoutian ·
2022: Pääbo ·
2023: Karikó, Weissman ·
2024: Ambros, Ruvkun